# Geocapromys
Geocapromys là một chi động vật có vú trong họ Capromyidae, bộ Gặm nhấm. Chi này được Chapman miêu tả năm 1901. Loài điển hình của chi này là Capromys(Geocapromys) brownii Fischer, 1830.

## Các loài
Chi này gồm các loài:
- G. brownii
- †G. columbianus
- G. ingrahami
- †G. megas
- †G. pleistocenicus
- †G. thoracatus